# Чупров, Александр Александрович
Алекса́ндр Алекса́ндрович Чупро́в (1874—1926) — русский статистик, который выработал образцовую систему преподавания статистики и успешно её осуществил в годы преподавания в Санкт-Петербургском Политехническом институте. Сын Александра Ивановича Чупрова.

## Биография
Лишь в возрасте 14 лет он поступил в 5-ю гимназию, в её 5-й класс. В 1892 году Чупров окончил гимназию и по совету отца поступил в Московский университет, избрав математическое отделение физико-математического факультета, которое окончил в 1896 году. Его кандидатское сочинение «Теория вероятностей как основа теоретической статистики» было посвящено вопросам, которые А. А. Чупров развивал в своих дальнейших работах. Своим учителем он считал Б. К. Млодзеевского. Большой интерес проявлял он к петербургской математической школе П. Л. Чебышёва и А. А. Маркова.
В 1896 году стажировался в Берлине, откуда в 1897 году переехал в Страсбург, где посещал семинар государственных знаний Георга Фридриха Кнаппа. Летом 1901 года А. А. Чупров сдал в Страсбурге докторские испытания, получил степень доктора государственных наук и стал готовиться к магистерским экзаменам при юридическом факультете Московского университета с целью получения доцентуры в высшем учебном заведении в России. К этому времени относится его напряженная работа над вопросами теоретической экономии: Чупров усиленно изучал труды К. Маркса, Ф. Энгельса, вопросы социалистического движения. Весной 1902 года он сдал магистерские экзамены.
В 1909 представил свои «Очерки по теории статистики» в Московский университет в качестве второй диссертации и успешно защитил её. В 1910 стал профессором.
В 1902—1917 годах руководил кафедрой статистики в Петербургском политехническом институте. Организовал семинар по статистике, который явился школой многих русских статистиков. Входил в Совет Общества имени А. И. Чупрова для разработки общественных наук.
В 1917 был избран членом-корреспондентом Академии наук по классу исторических и политических наук.
В мае 1917 года выехал на летние каникулы в Швецию, однако болезнь и революционные события заставили его отложить возвращение в Россию. До 1920 жил в Стокгольме, в 1920—1925 в Дрездене. В 1925 — занял кафедру на Русском юридическом факультете в Праге.
Умер от болезни сердца, которую унаследовал от отца.
Наиболее известен его труд «Очерки по теории статистики» (СПб, 1909; 2-е изд. — М., 1910). На основании теории устойчивости определил необходимые и достаточные условия применимости закона больших чисел. Был избран корреспондентом Королевского экономического общества в Лондоне, членом-корреспондентом Российской Академии наук, членом Международного статистического института, а позже (в 1923 году) — почётным членом Королевского статистического общества в Лондоне.
Вячеслав Молотов вспоминал о годах своей учёбы в политехническом институте: «Чупров — крупный статистик, курс которого я прослушал полностью… Это был очень хороший, квалифицированный лектор».

## Список публикаций
- Die Feldgemeinschaft, eine morphologische Studie (1902)
- Die Aufgaben der Theorie der Statistik (1905)
- Statistik als Wissenschaft (Archiv für Sozialwiss, 1906)
- Конституционно-демократическая партия и социализм. — М. : Народное право, 1906. — 16 с.
- Очерки по теории статистики / 2-е изд., пересмотр. и доп. — Санкт-Петербург, 1910. — 443 с.
- Вопросы статистики (1960)
- Основные проблемы теории корреляции (1960)